# Citrulline
Citrulline is een organische verbinding, meer bepaald een α-aminozuur, met als brutoformule C6H13N3O3. De naam van de verbinding is afgeleid van het Latijnse citrullus (watermeloen). In deze vrucht is de verbinding in 1930 voor het eerst aangetoond. De verbinding vormt een van de stappen in de ureumcyclus. Langs deze weg scheiden zoogdieren het in de eiwitafbraak gevormde ammoniak uit in de vorm van ureum.

## Biosynthese
Citrulline ontstaat uit ornithine en carbamoylfosfaat in een van de belangrijkste stappen van de ureumcyclus. Daarnaast wordt het gevormd uit arginine als bijproduct in de reacties die door de groep stikstofoxidesynthase (NOS)-enzymen worden gekatalyseerd (NOS; EC 1.14.13.39). Arginine wordt eerst geoxideerd tot N-hydroxylarginine, dat in een volgende oxidatiestap wordt omgezet in stikstofmonoxide en citrulline.

## Functie
Hoewel citrulline niet door DNA gecodeerd wordt, is er een aantal eiwitten bekend waarin het residu voorkomt. Dit is dan het gevolg van posttranslationele modificatie. De citrulline-residuen ontstaan onder invloed van enzymen, de peptidylarginine-deiminases (PADs), die in de citrullinatie arginine omzetten in citrulline. Voorbeelden van eiwitten waarin citrulline standaard voorkomt zijn MBP, filaggrine, en een aantal histonen. In andere eiwitten, zoals fibrine en vimentine, kan de vorming van citrulline optreden tijdens processen rond celdood of een ontsteking.
Lijders aan reumatoïde artritis hebben vaak aantoonbare hoeveelheden antistoffen tegen citrulline-houdende eiwitten. De bron van de immuunreactie is niet bekend, maar het aantonen van de antistoffen is wel een duidelijk signaal bij het stellen van de diagnose.

## Toepassingen
Citrulline wordt in de vorm van het malaatzout verkocht als een prestatieverhogend additief (CAS-nummer 54940-97-5 ): spiervermoeidheid zou door de stof bestreden worden.
De schil van watermeloen (Citrullus lanatus) is een rijke natuurlijke bron van citrulline.